# Новое варшавское утро
«Новое варшавское утро» — газета Российской империи (1915-1917).

## История
Издавалась в Минске ежедневно, кроме понедельника, в 1915—1917 гг. на русском языке, принадлежала М. Дворжацу. Редактором был И. Я. Родштейн; с февраля 1916 по ноябрь 1917 гг. — М. Ш. Усман. 
До Февральской революции имела исключительно информационно-коммерческое содержание. Освещала городскую жизнь (рубрика «Минск»), события на фронтах («Сообщения из Ставки», «На фронте и в тылу»). Размещала правительственные распоряжения и приказы местных властей. С марта 1917 г. приобрела политическую окраску. В новых рубриках «Партийная жизнь», «Рабочая жизнь», «По краю», «По губерниям» и др., освещала ход установления нового строя, формирования и деятельность национальных движений, партийных, общественно-политических, профессиональных и других организаций. Сообщала о важнейших событиях общественно-политической жизни России. Не заявляя о принадлежности к определённой социалистической партии, объявила программой деятельности платформу Петроградского Совета (номер от 25 июня). Вела идейную борьбу против местных сионистов и кадетов. На выборах в Городскую думу поддерживала кандидатский список социал-демократов. 
Октябрьскую революцию встретила враждебно. В связи с высылкой большевистскими властями из Минска М. Ш. Усмана в декабре 1917 года издание газеты остановлено.